# Нападение на полицейскую академию в Лахоре (2009)
Нападение на полицейскую академию в Лахоре произошло 30 марта 2009 года, целью атаки стала полицейская академия «Манаван».

## Ход атаки
30 марта 2009 года террористы атаковали полицейскую академию в Лахоре, преступники были вооружены автоматическим оружием и гранатами, а некоторые были одеты в полицейскую форму. Террористы атаковали главное здание во время утреннего парада, когда 750 невооруженных новобранцев полиции находились на плацу. Полицейские прибыли спустя 90 минут после атаки и смогли отбить здание у террористов в 3 часа 30 минут. Пять стажеров, два инструктора и прохожий погибли в результате атаки. Один из террористов был взят живым в поле недалеко от школы, также пакистанские полицейские и военные уничтожили шестерых участников нападения на полицейскую академию в городе Лахор, столько же боевиков были арестованы. Еще двое преступников покончили с собой, приведя в действие прикрепленные к их телам взрывные устройства.
Глава министерства внутренних дел Пакистана Рехман Малик заявил, что в организации нападения на полицейскую академию в Лахоре подозреваются бойцы движения «Талибан», подконтрольные Байтулле Мехсуду, лидеру пакистанских талибов. Позднее лидер пакистанских талибов Байтулла Мехсуд взял на себя ответственность за этот теракт.